# Singles de Michael Jackson

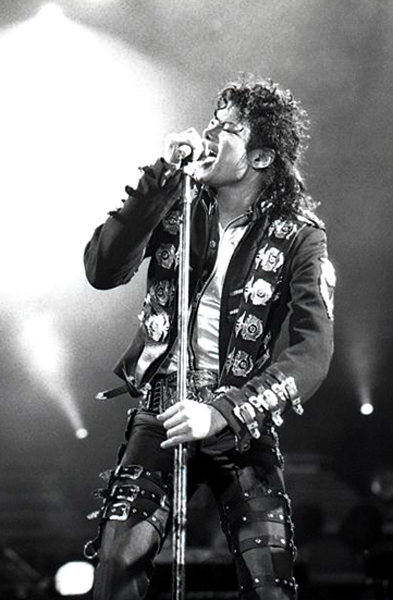
Michael Jackson em 1988.

Esta é uma Lista de singles de Michael Jackson, com a posição nas paradas dos Estados Unidos e Reino Unido.

## Estados Unidos

### Década de 2010
| Lançamento        | Nome do Compacto    | Álbum de origem | Dance/Clube | Dance/Clube | R&B/Hip-Hop | R&B/Hip-Hop |
| Lançamento        | Nome do Compacto    | Álbum de origem | Posição     | Semanas     | Posição     | Semanas     |
| ----------------- | ------------------- | --------------- | ----------- | ----------- | ----------- | ----------- |
| Novembro de 2010  | "Hold My Hand"      | Michael         | #39         | 08          | #33         | 09          |
| fevereiro de 2011 | "Hollywood Tonight" | Michael         | #1          | 02          | #60         | 05          |

### Década de 2000
| Lançamento        | Nome do Compacto                              | Álbum de origem | Hot 100 | Hot 100 | R&B/Hip-Hop | R&B/Hip-Hop |
| Lançamento        | Nome do Compacto                              | Álbum de origem | Posição | Semanas | Posição     | Semanas     |
| ----------------- | --------------------------------------------- | --------------- | ------- | ------- | ----------- | ----------- |
| setembro de 2001  | "You Rock My World"                           | Invincible      | #10     | 20      | #13         | 20          |
| novembro de 2001  | "Butterflies"                                 | Invincible      | #14     | 20      | #02         | 30          |
| outubro de 2003   | "One More Chance"                             | Number Ones     | #83     | 05      | #40         | 19          |
| fevereiro de 2008 | "Wanna Be Startin' Somethin' 2008" (com Akon) | Thriller 25     | #81     | 03      | --          | --          |
| setembro de 2009  | "This Is It"                                  | This Is It      | --      | --      | #18         | 20          |

 * Compactos não disponibilizados à venda; somente impressões de rádio.

### Década de 1990
| Lançamento        | Nome do Compacto                     | Álbum de origem          | Hot 100 | Hot 100 | R&B/Hip-Hop | R&B/Hip-Hop |
| Lançamento        | Nome do Compacto                     | Álbum de origem          | Posição | Semanas | Posição     | Semanas     |
| ----------------- | ------------------------------------ | ------------------------ | ------- | ------- | ----------- | ----------- |
| novembro de 1991  | "Black or White"                     | Dangerous                | #01(7)  | 20      | #03         | 14          |
| fevereiro de 1992 | "Jam" com Heavy D                    | Dangerous                | #26     | 14      | #01(2)      | 18          |
| fevereiro de 1992 | "Heal the World"                     | Dangerous                | #27     | 20      | #01(1)      | 15          |
| maio de 1992      | "Remember the Time"                  | Dangerous                | #03     | 20      | #03         | 12          |
| julho de 1992     | "In the Closet"                      | Dangerous                | #06     | 20      | #62         | 18          |
| março de 1993     | "Who Is It"                          | Dangerous                | #14     | 18      | #06         | 20          |
| março de 1993     | "Give in To Me"                      | Dangerous                | #14     | 18      | #06         | 20          |
| julho de 1993     | "Will You Be There"                  | Dangerous                | 20      | #53     | 13          |             |
| novembro de 1993  | "Gone Too Soon"                      | Dangerous                | 20      | #53     | 13          |             |
| junho de 1995     | "Scream" com Janet Jackson/Childhood | HIStory                  | #05     | 17      | #02         | 14          |
| setembro de 1995  | "You Are Not Alone"                  | HIStory                  | #01(1)  | 20      | #01(4)      | 20          |
| novembro de 1995  | "Earth Song"                         | HIStory                  | --      | --      | #32         | 03          |
| junho de 1996     | "They Don't Care About Us"           | HIStory                  | #30     | 13      | #10         | 18          |
| maio de 1997      | "Blood on the Dance Floor"           | Blood on the Dance Floor | #41     | 11      | #19         | 13          |
| agosto de 1997    | "Stranger In Moscow"                 | HIStory                  | #91     | 02      | #50         | 11          |

### Década de 1980
| Lançamento        | Nome do Compacto                                     | Álbum de origem         | Hot 100 | Hot 100 | R&B/Hip-Hop | R&B/Hip-Hop |
| Lançamento        | Nome do Compacto                                     | Álbum de origem         | Posição | Semanas | Posição     | Semanas     |
| ----------------- | ---------------------------------------------------- | ----------------------- | ------- | ------- | ----------- | ----------- |
| novembro de 1988  | "Smooth Criminal" (Jackson)                          | Bad                     | #07     | 15      | #02         | 15          |
| julho de 1988     | "Another Part Of Me" (Jackson)                       | Bad                     | #11     | 13      | #01(1)      | 14          |
| abril de 1988     | "Get It" (com Stevie Wonder) (Wonder)                | Characters              | #80     | 06      | #04         | 11          |
| abril de 1988     | "Dirty Diana" (Jackson)                              | Bad                     | #01(1)  | 14      | #05         | 13          |
| fevereiro de 1988 | "Man In The Mirror" (Garrett/Ballard)                | Bad                     | #01(2)  | 17      | #01(1)      | 14          |
| novembro de 1987  | "The Way You Make Me Feel" (Jackson)                 | Bad                     | #01(1)  | 18      | #01(4)      | 13          |
| setembro de 1987  | "Bad" (Jackson)                                      | Bad                     | #01(2)  | 14      | #01(3)      | 11          |
| agosto de 1987    | "I Just Can't Stop Loving You" (Jackson)             | Bad                     | #01(1)  | 14      | #01(1)      | 11          |
| junho de 1984     | "Farewell My Summer Love" (Lewis)                    | Farewell My Summer Love | #38     | 12      | #37         | 10          |
| fevereiro de 1984 | "Thriller" (Temperton)                               | Thriller                | #04     | 14      | #03         | 14          |
| outubro de 1983   | "Say Say Say" com Paul McCartney (Jackson/McCartney) | Pipes of Peace          | #01(6)  | 22      | #02         | 20          |
| outubro de 1983   | "P.Y.T. (Pretty Young Thing)" (Ingram/Jones)         | Thriller                | #10     | 16      | #46         | 08          |
| julho de 1983     | "Human Nature" (Porcaro/Bettis)                      | Thriller                | #07     | 14      | #27         | 12          |
| maio de 1983      | "Wanna Be Startin' Somethin'" (Jackson)              | Thriller                | #05     | 15      | #05         | 17          |
| fevereiro de 1983 | "Beat It" (Jackson)                                  | Thriller                | #01(3)  | 25      | #01(1)      | 19          |
| janeiro de 1983   | "Billie Jean" (Jackson)                              | Thriller                | #01(7)  | 24      | #01(9)      | 23          |
| novembro de 1982  | "The Girl Is Mine" com Paul McCartney (Jackson)      | Thriller                | #02     | 18      | #01(3)      | 20          |
| abril de 1981     | "One Day in Your Life" (Armand/Brown)                | One Day in Your Life    | #55     | 07      | #42         | 10          |
| maio de 1980      | "She's Out Of My Life" (Bahler)                      | Off the Wall            | #10     | 16      | #43         | 08          |
| fevereiro de 1980 | "Off the Wall" (Temperton)                           | Off the Wall            | #10     | 17      | #05         | 13          |

### Década de 1970
| Lançamento        | Nome do Compacto                             | Álbum de origem  | Hot 100 | Hot 100 | R&B/Hip-Hop | R&B/Hip-Hop |
| Lançamento        | Nome do Compacto                             | Álbum de origem  | Posição | Semanas | Posição     | Semanas     |
| ----------------- | -------------------------------------------- | ---------------- | ------- | ------- | ----------- | ----------- |
| novembro de 1979  | "Rock With You" (Temperton)                  | Off the Wall     | #01(4)  | 24      | #01(6)      | 25          |
| julho de 1979     | "Don't Stop 'Til You Get Enough" (Jackson)   | Off the Wall     | #01(1)  | 21      | #01(5)      | 20          |
| fevereiro de 1979 | "You Can't Win (Part 1)" (Smalls)            | The Wiz          | #81     | 03      | #42         | 10          |
| setembro de 1978  | "Ease On Down The Road" (Smalls)             | The Wiz          | #41     | 09      | #17         | 13          |
| junho de 1975     | "Just A Little Bit Of You" (Holland/Holland) | Forever, Michael | #23     | 12      | #04         | 15          |
| março de 1975     | "We're Almost There" (Holland/Holland)       | Forever, Michael | #54     | 08      | #07         | 13          |
| maio de 1973      | "With A Child's Heart" (May/Cosby/Basemore)  | Music & Me       | #50     | 07      | #14         | 10          |
| agosto de 1972    | "Ben" (Black/Scharf)                         | Ben              | #01(1)  | 16      | #05         | 14          |
| maio de 1972      | "I Wanna Be Where You Are" (Ross/Ware)       | Got to Be There  | #16     | 11      | #02         | 12          |
| março de 1972     | "Rockin' Robin" (Thomas)                     | Got to Be There  | #02     | 13      | #02         | 09          |
| outubro de 1971   | "Got To Be There" (Willensky)                | Got to Be There  | #04     | 14      | #04         | 13          |

## Reino Unido

### Década de 2000
| Lançamento        | Nome do Compacto                                        | Álbum de origem | Venda   | Venda   | Rádio   | Rádio   |
| Lançamento        | Nome do Compacto                                        | Álbum de origem | Posição | Semanas | Posição | Semanas |
| ----------------- | ------------------------------------------------------- | --------------- | ------- | ------- | ------- | ------- |
| dezembro de 2010  | "Hold My Hand" (Thiam/Tuinfort/Kelly)                   | Michael         | #10     | 07      | #12     | 04+     |
| setembro de 2009  | "This Is It" ** (Jackson/Anka)                          | This Is It      | --      | --      | #16     | 02      |
| julho de 2009     | "Smile" * (Chaplin/Turner/Parsons)                      | HIStory         | #74     | 01      | --      | --      |
| julho de 2009     | "Human Nature" * (Porcaro/Bettis)                       | Thriller        | #62     | 01      | --      | --      |
| fevereiro de 2008 | "Wanna Be Startin' Somethin' 2008" (com Akon) (Jackson) | Thriller 25     | #69     | 01      | --      | --      |
| fevereiro de 2008 | "The Girl Is Mine 2008" (com will.i.am.) (Jackson)      | Thriller 25     | #32     | 05      | --      | --      |
| dezembro de 2003  | "One More Chance" (Kelly)                               | Number Ones     | #05     | 07      | #19     | 05      |
| dezembro de 2001  | "Cry" (Kelly)                                           | Invincible      | #25     | 04      | #68     | 02      |
| outubro de 2001   | "You Rock My World" (Jackson/Jerkins/Daniels/Payne)     | Invincible      | #02     | 17      | #02     | 15      |

 * Somente downloads.
 ** Compactos não disponibilizados à venda; somente impressões de rádio.

### Década de 1990
| Lançamento        | Nome do Compacto                                  | Álbum de origem          | Venda   | Venda   | Rádio   | Rádio   |
| Lançamento        | Nome do Compacto                                  | Álbum de origem          | Posição | Semanas | Posição | Semanas |
| ----------------- | ------------------------------------------------- | ------------------------ | ------- | ------- | ------- | ------- |
| julho de 1997     | "HIStory/Ghosts" (Jackson/Harris/Lewis)           | Blood on the Dance Floor | #05     | 08      | #11     | 08      |
| maio de 1997      | "Blood On The Dance Floor" (Jackson/Riley)        | Blood on the Dance Floor | #01(1)  | 10      | #05     | 10      |
| novembro de 1996  | "Stranger In Moscow" (Jackson)                    | HIStory                  | #04     | 12      | #04     | 09      |
| agosto de 1996    | "Why" (3T feat. Jackson) (Babyface)               | Brotherhood, do 3T       | #02     | 09      | #04     | 11      |
| abril de 1996     | "They Don't Care About Us" (Jackson)              | HIStory                  | #04     | 20      | #04     | 11      |
| dezembro de 1995  | "Earth Song" (Jackson)                            | HIStory                  | #01(6)  | 22      | #01(4)  | 19      |
| setembro de 1995  | "You Are Not Alone" (Kelly)                       | HIStory                  | #01(2)  | 20      | #04     | 12      |
| junho de 1995     | "Scream" com Janet Jackson (Harris/Lewis/Jackson) | HIStory                  | #03     | 16      | #04     | 10      |
| dezembro de 1993  | "Gone Too Soon" (Grossman/Kohan)                  | Dangerous                | #33     | 05      | #75     | 05      |
| julho de 1993     | "Will You Be There" (Jackson)                     | Dangerous                | #09     | 09      | #07     | 09      |
| fevereiro de 1993 | "Give In To Me" (Jackson/Bottrell)                | Dangerous                | #02     | 10      | #02     | 10      |
| dezembro de 1992  | "Heal The World" (Jackson)                        | Dangerous                | #02     | 18      | #01(1)  | 10      |
| setembro de 1992  | "Jam" feat. Heavy D (Moore/Swedien/Jackson/Riley) | Dangerous                | #13     | 06      | #02     | 07      |
| julho de 1992     | "Who Is It" (Jackson)                             | Dangerous                | #10     | 07      | #03     | 08      |
| maio de 1992      | "In The Closet" (Jackson/Riley)                   | Dangerous                | #08     | 08      | #02     | 07      |
| fevereiro de 1992 | "Remember The Time" (Jackson/Belle/Riley)         | Dangerous                | #03     | 10      | #01(1)  | 09      |
| novembro de 1991  | "Black Or White" (Jackson/Bottrell)               | Dangerous                | #01(2)  | 21      | #01(2)  | 12      |

### Década de 1980
| Lançamento        | Nome do Compacto                                      | Álbum de origem                   | Venda   | Venda   | Rádio   | Rádio   |
| Lançamento        | Nome do Compacto                                      | Álbum de origem                   | Posição | Semanas | Posição | Semanas |
| ----------------- | ----------------------------------------------------- | --------------------------------- | ------- | ------- | ------- | ------- |
| julho de 1989     | "Liberian Girl" (Jackson)                             | Bad                               | #13     | 06      | --      | --      |
| fevereiro de 1989 | "Leave Me Alone" (Jackson)                            | Bad                               | #02     | 12      | --      | --      |
| novembro de 1988  | "Smooth Criminal" (Jackson)                           | Bad                               | #08     | 20      | --      | --      |
| setembro de 1988  | "Another Part Of Me" (Jackson)                        | Bad                               | #15     | 06      | --      | --      |
| julho de 1988     | "Dirty Diana" (Jackson)                               | Bad                               | #04     | 15      | --      | --      |
| maio de 1988      | "Get It" (com Stevie Wonder) (Wonder)                 | Characters, de Stevie Wonder      | #37     | 04      | --      | --      |
| fevereiro de 1988 | "Man In The Mirror" (Garrett/Ballard)                 | Bad                               | #02     | 21      | --      | --      |
| dezembro de 1987  | "The Way You Make Me Feel" (Jackson)                  | Bad                               | #03     | 16      | --      | --      |
| setembro de 1987  | "Bad" (Jackson)                                       | Bad                               | #03     | 17      | --      | --      |
| agosto de 1987    | "I Just Can't Stop Loving You" (Jackson)              | Bad                               | #01(2)  | 09      | --      | --      |
| agosto de 1984    | "Girl, You're So Together" (Lewis)                    | Farewell My Summer Love           | #33     | 08      | --      | --      |
| junho de 1984     | "Farewell My Summer Love" (Lewis)                     | Farewell My Summer Love           | #07     | 12      | --      | --      |
| março de 1984     | "P.Y.T. (Pretty Young Thing)" (Ingram/Jones)          | Thriller                          | #11     | 08      | --      | --      |
| novembro de 1983  | "Thriller" (Temperton/Jackson)                        | Thriller                          | #10     | 27      | --      | --      |
| outubro de 1983   | "Say Say Say" com Paul McCartney (Jackson/MacCartney) | Pipes of Peace, de Paul McCartney | #02     | 15      | --      | --      |
| julho de 1983     | "Happy" (Robinson/Legrand)                            | Lady Sings The Blues Soundtrack   | #52     | 03      | --      | --      |
| junho de 1983     | "Wanna Be Startin' Somethin'" (Jackson)               | Thriller                          | #08     | 11      | --      | --      |
| abril de 1983     | "Beat It" (Jackson)                                   | Thriller                          | #03     | 20      | --      | --      |
| janeiro de 1983   | "Billie Jean" (Jackson)                               | Thriller                          | #01(1)  | 28      | --      | --      |
| novembro de 1982  | "The Girl Is Mine" com Paul McCartney (Jackson)       | Thriller                          | #08     | 10      | --      | --      |
| agosto de 1981    | "We're Almost There" (Holland/Holland)                | Forever, Michael                  | #46     | 04      | --      | --      |
| maio de 1981      | "One Day in Your Life" (Armand/Brown)                 | One Day in Your Life              | #01(2)  | 14      | --      | --      |
| julho de 1980     | "Girlfriend" (MacCartney)                             | Off the Wall                      | #41     | 05      | --      | --      |
| maio de 1980      | "She's Out Of My Life" (Bahler)                       | Off the Wall                      | #03     | 09      | --      | --      |
| fevereiro de 1980 | "Rock With You" (Temperton)                           | Off the Wall                      | #07     | 13      | --      | --      |

### Década de 1970
| Lançamento        | Nome do Compacto                           | Álbum de origem    | Venda   | Venda   | Rádio   | Rádio   |
| Lançamento        | Nome do Compacto                           | Álbum de origem    | Posição | Semanas | Posição | Semanas |
| ----------------- | ------------------------------------------ | ------------------ | ------- | ------- | ------- | ------- |
| novembro de 1979  | "Off The Wall" (Temperton)                 | Off the Wall       | #07     | 11      | --      | --      |
| setembro de 1979  | "Don't Stop 'Til You Get Enough" (Jackson) | Off the Wall       | #03     | 19      | --      | --      |
| novembro de 1978  | "Ease On Down The Road" (Smalls)           | The Wiz Soundtrack | #45     | 04      | --      | --      |
| novembro de 1972  | "Ben" (Black/Scharf)                       | Ben                | #07     | 17      | --      | --      |
| agosto de 1972    | "Ain't No Sunshine" (Withers)              | Got to be There    | #08     | 11      | --      | --      |
| maio de 1972      | "Rockin' Robin" (Thomas)                   | Got to be There    | #03     | 14      | --      | --      |
| fevereiro de 1972 | "Got To Be There" (Willensky)              | Got to be There    | #05     | 11      | --      | --      |

## Informações
● Representa a certificação do compacto. No Reino Unido, a BPI aplica os níveis desde abril de 1973 a partir das seguintes regras: 200 mil cópias para Bronze; 400 mil para Ouro; e 600 mil para Platina.
| Year | Single                             | RIAA                  | BPI                | Music Canada          | ARIA                  | IFPI GER                 | SNEP                  |
| ---- | ---------------------------------- | --------------------- | ------------------ | --------------------- | --------------------- | ------------------------ | --------------------- |
| 1979 | "Don't Stop 'til You Get Enough"   | Platina (1, 000, 000) | Prata (250, 000)   |                       | Ouro (35, 000)        |                          |                       |
| 1980 | "Rock with You"                    | Platina (1, 000, 000) |                    |                       |                       |                          |                       |
| 1980 | "Off the Wall"                     | Ouro (500, 000)       |                    |                       |                       |                          |                       |
| 1980 | "She's Out of My Life"             | Ouro (500, 000)       |                    |                       |                       |                          |                       |
| 1981 | "One Day in Your Life"             |                       | Ouro (500, 000)    |                       |                       |                          |                       |
| 1982 | "The Girl Is Mine"                 | Ouro (1, 000, 000)    |                    |                       |                       |                          |                       |
| 1983 | "Billie Jean"                      | Platina (1, 000, 000) | Ouro (500, 000)    | 2× Platina (200, 000) | Platina (70, 000)     |                          | Platina (1, 000, 000) |
| 1983 | "Beat It"                          | Platina (1, 000, 000) | Prata (250, 000)   | Platina (100, 000)    | Platina (70, 000)     |                          | Platina (1, 000, 000) |
| 1983 | "Say Say Say"                      | Platina (1, 000, 000) | Prata (250, 000)   |                       |                       |                          | Ouro (500, 000)       |
| 1984 | "Thriller"                         | Platina (1, 000, 000) | Prata (250, 000)   |                       | Platina (70, 000)     |                          | Platina (1, 000, 000) |
| 1987 | "I Just Can't Stop Loving You"     | Ouro (1, 000, 000)    |                    |                       |                       |                          |                       |
| 1987 | "Bad"                              |                       |                    |                       | Platina (70, 000)     |                          | Prata (200, 000)      |
| 1988 | "The Way You Make Me Feel"         |                       |                    |                       | Ouro (35, 000)        |                          |                       |
| 1988 | "The 12 Mixes"                     |                       |                    |                       | Platina (70, 000)     |                          |                       |
| 1989 | "Smooth Criminal"                  |                       |                    |                       |                       |                          | Prata (200, 000)      |
| 1991 | "Black or White"                   | Platina (1, 000, 000) | Prata (200, 000)   | Ouro (50, 000)        | 2× Platina (140, 000) | Ouro (250, 000)          | Prata (125, 000)      |
| 1992 | "Remember the Time"                | Ouro (500, 000)       |                    |                       | Ouro (35, 000)        |                          |                       |
| 1992 | "In the Closet"                    | Ouro (500, 000)       |                    |                       | Ouro (35, 000)        |                          |                       |
| 1992 | "Heal the World"                   |                       | Ouro (400, 000)    |                       | Ouro (35, 000)        | Ouro (250, 000)          | Prata (125, 000)      |
| 1993 | "Give In To Me"                    |                       |                    |                       | Ouro (35, 000)        |                          |                       |
| 1993 | "Will You Be There"                | Ouro (500, 000)       |                    |                       |                       |                          |                       |
| 1995 | "Scream/Childhood"                 | Platina (1, 000, 000) |                    |                       | Ouro (35, 000)        |                          |                       |
| 1995 | "You Are Not Alone"                | Platina (1, 000, 000) | Ouro (400, 000)    |                       | Platina (70, 000)     | Ouro (250, 000)          | Ouro (250, 000)       |
| 1995 | "Earth Song"                       |                       | Platina (600, 000) |                       |                       | 2× Platina (1, 000, 000) | Ouro (250, 000)       |
| 1996 | "They Don't Care About Us"         |                       | Prata (200, 000)   |                       | Ouro (35, 000)        | Platina (500, 000)       | Prata (125, 000)      |
| 1997 | "Blood on the Dance Floor"         |                       |                    |                       | Ouro (35, 000)        | Ouro (250, 000)          |                       |
| 2001 | "You Rock My World"                |                       |                    |                       | Ouro (35, 000)        |                          | Ouro (250, 000)       |
| 2008 | "Wanna Be Startin' Somethin' 2008" |                       |                    |                       | Ouro (35, 000)        |                          |                       |

- Nos EUA, "Billie Jean", "Don't Stop 'Til You Get Enough" e "Thriller" também ganharam Ouro na categoria Digital.
- Nos EUA, "Billie Jean", "Thriller" e "Beat It" também ganharam Ouro na categoria Mastertone.

## Músicas de Michael Jackson como Trilha Sonora
Apesar de se tratar de um grande e famoso artista, poucas vezes suas músicas fizeram parte da trilha sonora de filmes, novelas, entre outros .Podemos citar estas músicas:

### Filmes
- Shake Your Body (Down to the Ground) (do Jackson 5) virou tema do filme Skatetown, U.S.A., de 1979;
- A Vingança dos Nerds, de 1984, pegou emprestado um dos maiores sucessos de Jackson: Thriller. Depois disso, vários outros filmes usaram Thriller como parte da trilha sonora;
- Another Part of Me e We Are Here to Change the World fizeram parte do filme de curta metragem Captain EO, de 1986 (estrelado por Michael Jackson);
- Smooth Criminal foi tema principal do filme Moonwalker estrelado por Michael Jackson de 1988;
- Leave Me Alone, The Way You Make Me Feel e Bad também entraram na banda sonora de Moonwalker;
- Will You Be There foi tema principal do filme Free Willy, de 1995. A canção ganhou o MTV Movie Awards como "Melhor música de filme" de 1995;
- Depois de Will You Be There servir de tema para Free Willy, Childhood ficou como fundo musical para a sequência Free Willy 2: The Adventure Home, de 1997;
- Em 2001 em A Hora do Rush 2 Michael emprestou sua canção Don't Stop 'Til You Get Enough para o filme;
- Neste mesmo ano, Smooth Criminal (interpretada por Alien Ant Farm) entrou para o tracklist de American Pie 2;
- No filme De Repente 30, de 2004, os atores do filme dançaram o clássico Thriller;
- Em 2007 foi a vez de Working Day And Night entrar na trilha do filme Uma Casa de Pernas Pro Ar;
- Bad participou da animação Megamente de 2010;
- Já em 2014, foi a vez de "I Want You Back" ser reproduzida no filme Guardiões da Galáxia.

### Jogos
- Michael Jackson's Moonwalker, de 1989 contou com as músicas Another Part of Me, Bad, Beat It, Billie Jean, Smooth Criminal, Speed Demon, Thriller e The Way You Make Me Feel.
- Jam, Who Is It e Stranger In Moscow fizeram parte do jogo Sonic the Hedgehog 3;
- Michael Jackson: The Experience conta com quase todos os singles de Michael Jackson.

### Trilha Sonora em novelas brasileiras
- Got To Be There - Bandeira 2 (1971)
- Love Song e Ben - Uma Rosa com Amor (1972)
- Ain't No Sushine - Selva de Pedra (1972)
- One Day in Your Life - Cuca Legal (1975)
- Happy - Pecado Capital (1975)
- Why - Salsa e Merengue (1996)
- (I Like) The Way You Love Me - Cordel Encantado e Big Brother Brasil (2011)